# 菊地日出男
菊地 日出男（きくち ひでお、1934年 - ）は、北海道を中心に活動する写真家、画家、実業家。北海道江別市出身。

## 経歴
1952年北海道札幌工業高等学校採鉱科卒業。同年、三菱鉱業芦別鉱業所に入社。1954年に同社を退職し、画家に転向。1955年に読売日本アンデパンダン展に出展や、東京・銀座養生堂画廊で個展を開催。
北海道振興代表取締役社長久末鉄男の助力を得て、1964年にスナックバー (飲食店)の「バー・サン」を経営。さらに、シャンソンバーやパブを手掛け、1966年ドリームフード株式会社を札幌に設立し、同社代表取締役社長に就任。1970年に居酒屋「いろはにほへと」を札幌にオープンさせ、全国にチェーン店方式を採用し、「いろはにほへと」のほか「春花秋灯」「常盤うどん」などの飲食店チェーンを札幌圏を中心に出店する一方、関東、関西、東北にも進出。直営28店、フランチャイズ19店の計47店を展開した。その後、北海学園大学2部卒業。
1983年4月に行われた北海道知事選挙では、札幌・すすきのの飲食店店主らに横路孝弘北海道知事誕生を目指す勝手連の結成を呼び掛け、田村正敏らと共に中心人物として活動した。画家活動も続け、2000年に札幌大丸ギャラリー (美術)にて個展や東京・銀座のアートミュージアムギンザにて移動個展を開催した。しかし、急速な業容拡大に伴って資金コストが大幅に増加し、資金繰りに行き詰り、2003年2月24日、東京地方裁判所に民事再生法の適用を申請した。
2003年3月に事業をコロワイドに譲渡し、2004年にドリームフード株式会社代表取締役を辞任。会社経営の第一線から引退し、2004年より写真家として活動し始め、現在は写真家及び画家として活躍。